# Ideale dell'ostrica
Per altro il tenace attaccamento di quella povera gente allo scoglio sul quale la fortuna li ha lasciati cadere, [...] questa rassegnazione coraggiosa ad una vita di stenti, questa religione della famiglia, [...] mi sembrano - forse pel quarto d'ora - cose serissime e rispettabilissime anch'esse.»
(Giovanni Verga, da Fantasticheria in Vita dei campi, 1880)
L'ideale dell'ostrica si basa sulla convinzione che per coloro che appartengono alla fascia dei deboli è necessario rimanere legati ai valori della famiglia, al lavoro, alle tradizioni ataviche, per evitare che il mondo, cioè il "pesce vorace", li divori.

## Il concetto secondo Verga
Intorno all'ideale dell'ostrica è costruito il romanzo di Verga I Malavoglia, ma già nella novella Fantasticheria, scritta prima del 1878, lo scrittore si dilunga a parlare della povera gente, anticipando i personaggi del suo primo romanzo verista e chiarisce la filosofia, o necessità di vita, dei pescatori di Aci Trezza.
La novella è in forma di lettera ad una dama dell'alta società, che fermatasi per due giorni nel paesino di pescatori, affascinata da quel mondo pittoresco, rude e semplice, subito annoiata fugge.
Ecco l'incipit: 
(Giovanni Verga, Fantasticheria)
In questa novella Verga parla dell'ideale dell'ostrica che sostiene la povera gente. Nel concetto dell'autore, finché i contadini, i braccianti, i pescatori vivono protetti dall'ambiente che li ha visti nascere e crescere, finché credono e rispettano i valori in cui hanno creduto e che hanno rispettato i loro padri, allora, anche se poveri, sono al sicuro. Il problema nasce quando cominciano a provare il desiderio del cambiamento, il desiderio di migliorare, di progredire. Come l'ostrica che vive sicura finché resta avvinghiata allo scoglio dov'è nata, così l'uomo di Verga vive sicuro finché non comincia ad avere smànie di miglioramento.
Così, lo scrittore continua a parlare, dolcemente, con la dama in questa novella: 
(Giovanni Verga, Fantasticheria)
Anche nella prefazione a I Malavoglia Verga afferma chiaramente questo concetto chiarendo, inoltre, che ritornerà a parlare della gente del bel mondo e dei salotti perché la sua ideologia non privilegia una classe sociale piuttosto che un'altra.